# Cantó d'Arinthod
El cantó d'Arinthod és un cantó francès del departament del Jura, situat al districte de Lons-le-Saunier. Té 24 municipis i el cap és Arinthod.

## Municipis
- Arinthod
- Aromas
- La Boissière
- Cernon
- Cézia
- Charnod
- Chatonnay
- Chemilla
- Chisséria
- Coisia
- Condes
- Cornod
- Dramelay
- Fétigny
- Genod
- Lavans-sur-Valouse
- Légna
- Marigna-sur-Valouse
- Saint-Hymetière
- Savigna
- Thoirette
- Valfin-sur-Valouse
- Vescles
- Vosbles

## Història
| Data d'elecció                           | Identitat      | Partit                      | Qualitat |
| ---------------------------------------- | -------------- | --------------------------- | -------- |
| 1949-1961                                | M. Berthelon   | MRP                         |          |
| 1961-1967                                | M. Guillot     | Centrista                   |          |
| 1967-1973                                | M. Rouget      | Sense etiqueta, després CDP |          |
| 1973-1985                                | André Lamard   | PS                          |          |
| 1985-1992                                | Philippe Chaix | UDF                         |          |
| 1992-                                    | Gilles Carnet  | RPR, després UMP            |          |
| les dades anteriors no són pas conegudes |                |                             |          |
|                                          |                |                             |          |